# Historische Währung Tibets
Bei der historischen Währung Tibets (auch: Tibetische Währung, Tibetanische Währung) handelt es sich um die in der Zeit der Autonomie bzw. Selbständigkeit Tibets umlaufenden Zahlungsmittel. Dabei handelte es sich nicht nur um Gold-, Silber-, Kupfermünzen und Banknoten, sondern teilweise wurden auch Naturalien wie gepresster Tee (Teeziegel), Salz, Tabak und Butter verwendet.

## Einheiten
Es waren zwei Systeme nebeneinander in Gebrauch.

### Srang

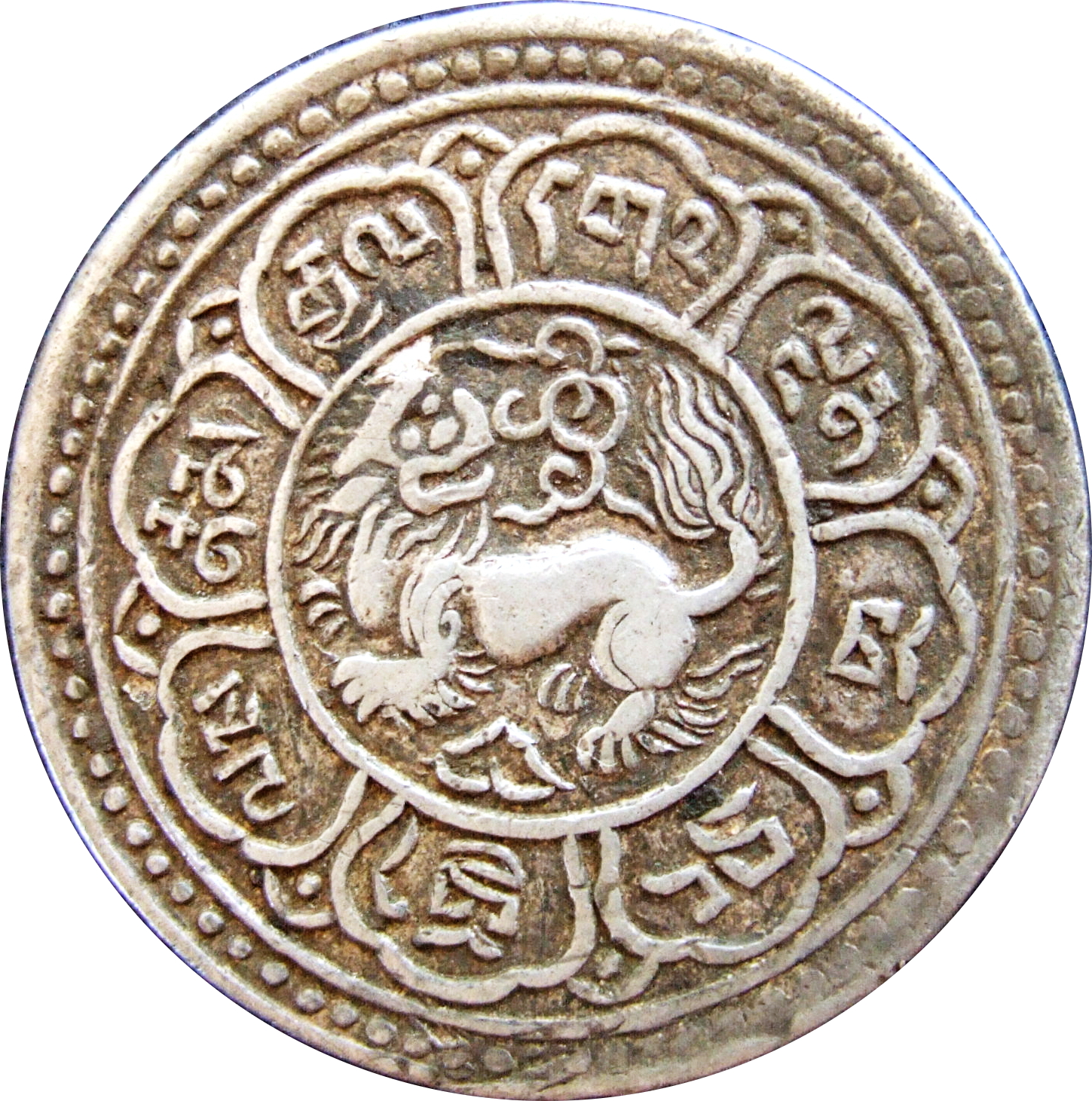
Tibetische 1-Srang-Silber-Münze mit dem Datum 15-43 (= AD 1909), Avers

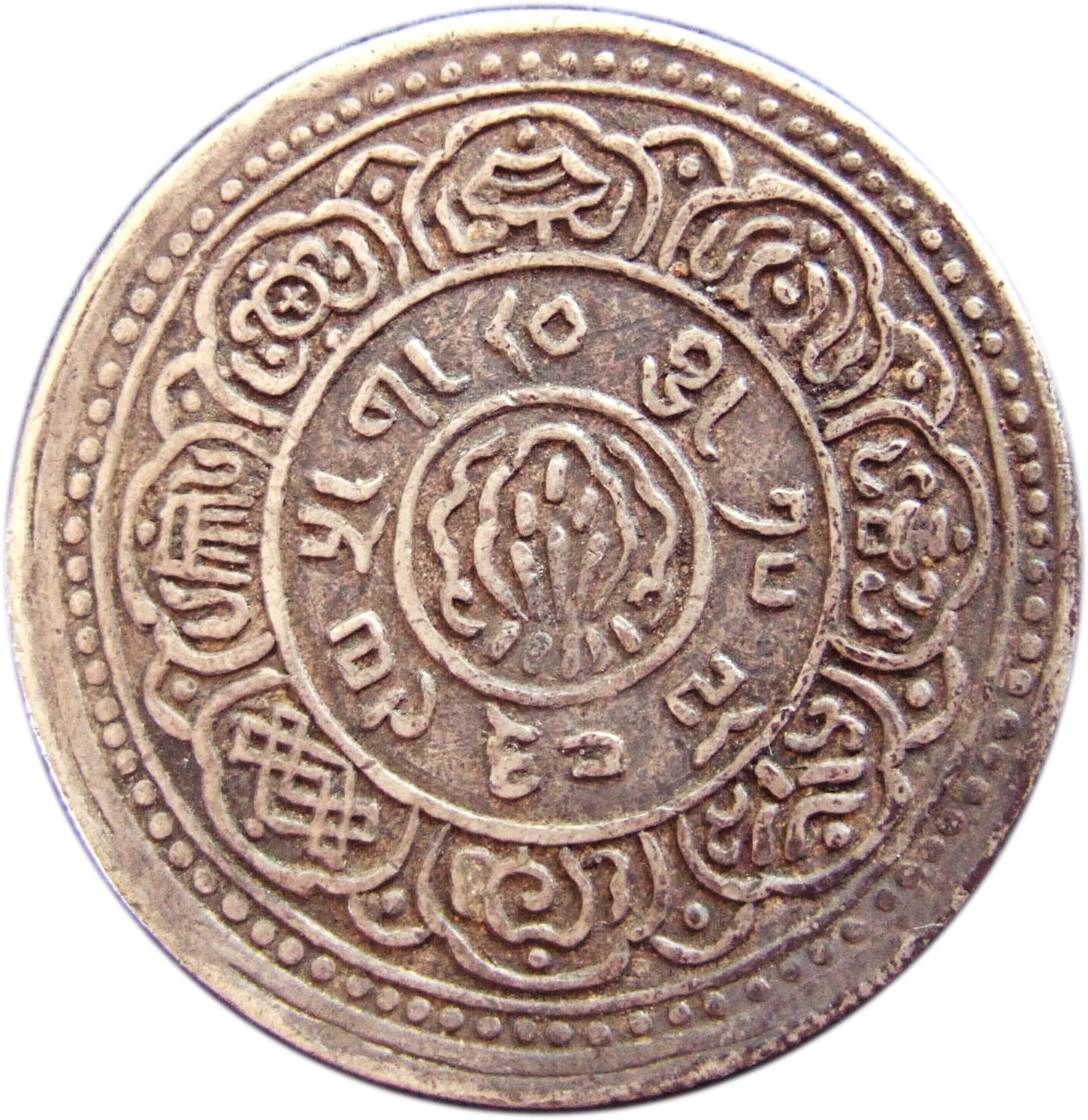
Tibetische 1-Srang-Silber-Münze mit dem Datum 15-43 (= AD 1909), Revers

Das ältere System basierte auf dem srang, als Gewichtseinheit ursprünglich dem chinesischen Tael (liang) entsprechend, also knapp über 37 g. Bereits vor der Regierung König Songtsen Gampos im 7. Jahrhundert soll er in Gebrauch gewesen sein. Dabei wurde folgendermaßen unterteilt:
- 1 srang = 10 qian (tibet.: zho)
- 1 qian = 20 sawa
- 1 sawa = 6 qung kier (Gerstenkörner)

der Silber-Srang (dngul srang) hatte folgende Unterteilungen:
- 1 ngul-srang = 10 zho = 6 tangka + 1 zho (6 2/3 tangka) = 100 skar
- 1 zho = 10 skar = 4 kha
- 1 kha = 2½ skar[1]

1908 wurde erstmals ein Silber-Srang geprägt, der jedoch nur die Hälfte des Gewichts hatte, nämlich ca. 18,65 g. Für 1919 wird der Wert eines dngul srang (19,63 g) mit 1 Rupie 11 Annas gegeben. Der Metallgehalt betrug um 80 %. Die Münze lief kaum um, sondern wurde wegen ihres hohen Reinheitsgehalts meist gehortet.
1933 wurden dann Münzen zu 3 Srang geschlagen, die im Gewicht der standardisierten indischen Rupie von 11,66 g entsprachen, der Wert verringerte sich also.

### Tangka

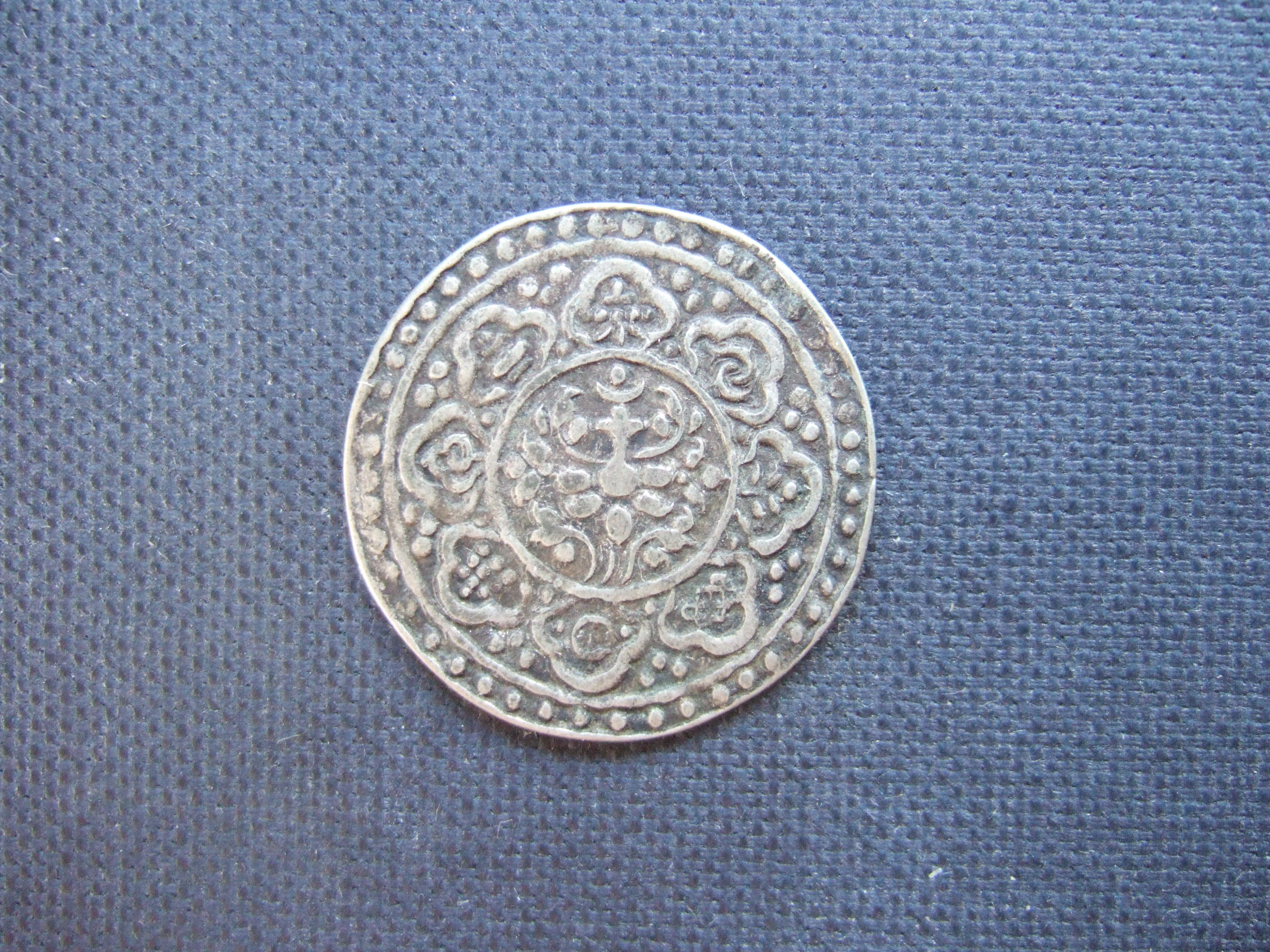
Tibetischer „Gaden“-Tangka, undatiert (ca. AD 1840), Avers

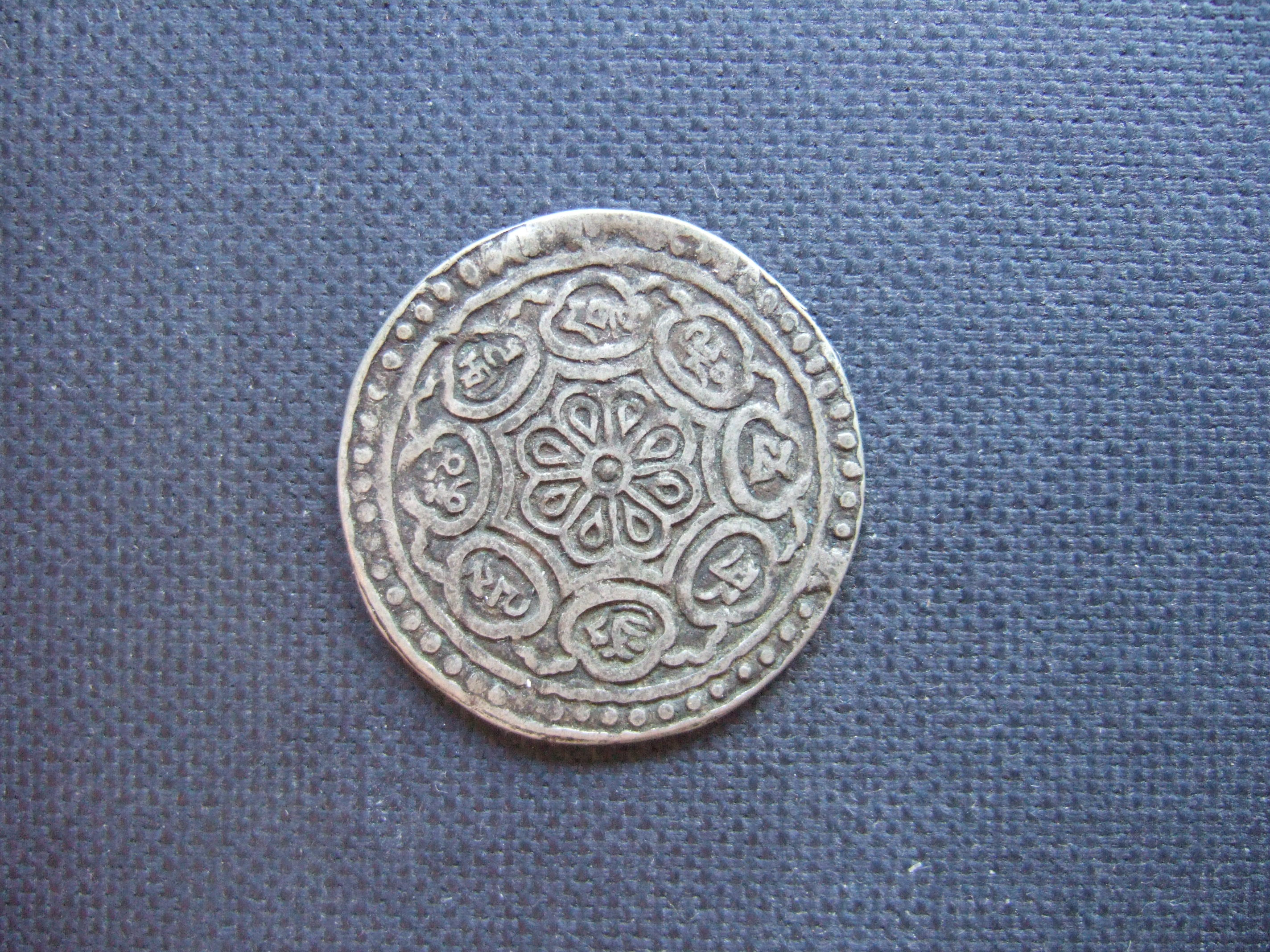
Tibetischer „Gaden“-Tangka, undatiert (ca. AD 1840), Revers

Der Tangka (auch Tam, Tamka, Tamba ) wurde von Nepal aus übernommen. Das Gewicht entsprach ursprünglich 10,5 g Silber. Die nepalesische Malla-Dynastie normierte das Gewicht um 1640 bei etwa 5,4–5,6 g. Die nach diesem Standard geschlagenen Stücke hießen nepalesisch mohar, tibetisch bal tam. Nach dem Tibetisch-Nepalesischen Krieg von 1792 wurden keine Münzen für Tibet in Nepal mehr geprägt.
Unterteilungen ergaben sich folgende:
- 1 tangka = 1,5 zho = 15 skar = 6 kha = 0,15 srang
- ½ tangka = 1 phyad brgyad = 7½ skar
- ⅓ tangka = 1 skarma ngna = 2 kha = 5 skar
- 1 khakang = 1/4 zho = 2½ skar
- 1 tangka entsprach 1914 ca. 0,12 US$[1][3]

## Geschichte

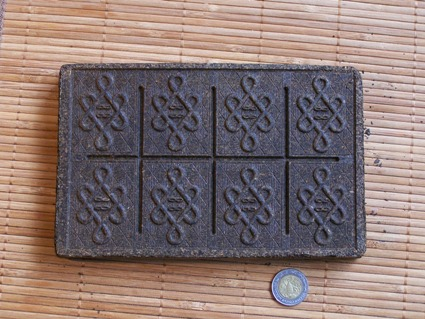
Teeziegel

Für die tibetische Grenzregion beschrieb Marco Polo den Gebrauch von Salz für Kleingeld. In gewissem Maße dienten Butter oder Teeziegel als Währung in Tibet. Für kleinere Transaktionen fanden auch Tabak, Betelnüsse und Zeremonialschleifen (Tibetisch: Khata) Verwendung.
Die Zeit, in der in Tibet hergestellte Münzen und Geldscheine umliefen, lässt sich grob folgendermaßen periodisieren:
1. 1763–1792 Die ersten in Tibet geprägten Silbermünzen.
2. 1792–1835 Silbermünzen im Namen chinesischer Kaiser werden in Lhasa geprägt.
3. 1840–1908 Tibetische Silbermünzen (tam oder tangka) werden in Lhasa geprägt.
4. 1909–1910 Münzen im Namen des Kaisers Xuan Tong werden in Lhasa ausgeben.
5. 1909–1959 Kupfer-, Silber- und Goldmünzen verschiedener Nominale sowie Banknoten werden in Umlauf gebracht.

### Gold-Zahlungsmittel vor 1650
Vor der Übernahme der Regierungsgewalt durch die Regierung des 5. Dalai Lama war in Tibet eine große Zahl verschiedener, zumindest teilweise mit Prägung versehener Goldstücke im Umlauf. Es besteht noch keine Einigkeit darüber, ob man diese Zahlungsmittel als Münzen bezeichnen kann.
Wir sind von der Existenz dieser Gold-Zahlungsmittel, die Gold-Sho (tib.: gser zho) genannt wurden, deshalb unterrichtet, da die Finanzbeamten der neuen Zentralregierung Steuereinnahmen in diesen Gold-Zahlungsmitteln erhielten, die sie mit dem tibetischen Abakus mit losen Steinen auf einen einheitlichen Geldstandard umrechnen mussten. Für die Bemessung des Goldgehalts dieser Goldstücke wurde ein Standard-Goldgewicht zugrunde gelegt, das mit Sewa (tib.: se ba) bezeichnet wurde. Folgende verschiedene Goldstücke finden sich in den Listen der Finanzbeamten verzeichnet:
|    | Name     | Goldgewicht | Verbreitungsgebiet           | Umschrift nach Wylie |
| -- | -------- | ----------- | ---------------------------- | -------------------- |
| 1. | Phagsho  | 30 Sewa     | Möglicherweise Phag ri       | phag zho             |
| 2. | Gugsho   | 27 Sewa     | mNga´ris                     | gug zho              |
| 3. | Tagsho   | 27 Sewa     | sPu hreng                    | stag zho             |
| 4. | Losho    | 27 Sewa     | sPu hreng                    | glo zho              |
| 5. | Changsho | 24 Sewa     | lHa ngam                     | byang zho            |
| 6. | Gursho   | 23 Sewa     | gTsang stod tshong ´dus      | mgur zho             |
| 7. | Üsho     | 20 Sewa     | dBus                         | dbus zho             |
| 8. | Esho     | 19 Sewa     | dBus                         | e zho                |
| 9. | Gosho    | 32 Sewa     | Im Bereich von Trashislhünpo | mgo zho              |

Des Weiteren wird noch die Tsangsho (tib.: gtsang zho) erwähnt, wobei deren Goldgewicht nicht spezifiziert wird.
Letztendlich findet sich noch die Erwähnung der Gold-Zahlungsmittel Sertam (tib.: gser tam), deren Goldgewicht 2 Sewa betragen hat. 15 Sertam waren ein normiertes Changsho (Chagsho Tshema, tib.: byang zho tshad ma). Das Zahlungsmittel Gursho (mgur-zho) wurde schon von Sarat Chandra Das in seinem Wörterbuch erwähnt. Hiernach war 1 Gursho = 24 Sewa.

### 1650–1792
Zu dieser Zeit liefen in Nepal geschlagene Silbermünzen um. Anfangs waren dies die der Newari-Königreiche Kathmandu, Patan und Bhaktapur. Nach 1767 liefen Münzen der frühen Saha-Dynastie, die im Auftrag der tibetischen Herrscher hergestellt worden waren, um. Dazu kamen ältere Prägungen der Malla-Dynastie. In Lhasa wurde versucht, selbst Münzen nach den Newari-Vorbildern herzustellen. Es war üblich, zur Gewinnung von Wechselgeld die Münzen in kleinere Stücke zu schneiden. Der ausführende Silberschmied zwickte üblicherweise für seine Leistung ein weiteres Eckchen ab, ohne jedoch das Blütenmuster auf der Münze zu beschädigen, welches den Wert des Bruchstückes bestimmte.

### 1792–1835
Während dieser Zeit waren Münzen aus gutem Silber vorherrschend, die während der Ären Qianlong, Jiaqing und Dao Guang unter gemeinsamer Verantwortung von chinesischen und tibetischen Beamten geprägt wurden. Auf einer Seite war die Beschriftung tibetisch, auf der anderen chinesisch.  Die Inschrift erwähnte den Namen der Ära, z. B. Qian Long, zusammen mit den Worten bao zang, „Tibetgeld“. Im 58. Jahr der Ära Qian Long prägte man Silbermünzen in vier verschiedenen Nominalen: 1/2 Sho (qian), 3/4 sho (entspricht 1/2 Tangka), 1 Sho und 1 ½ Sho (= 1 Tangka). Ab dem 59. Jahr der Ära Qian Long prägte man für den allgemeinen Umlauf nur noch eine einzige Münzeinheit, den Sho im Gewicht von ca. 3,7 g.
Als Kong-par bezeichnete Tangkas wurden 1791–93 geprägt. Diese waren nur tibetisch beschriftet, wurden zuerst in der Provinz Kongbo geprägt, später in Lhasa und enthielten nur ca. 2/3 Silber. Sie besaßen den gleichen Umlaufwert wie die nepalesischen Mohars und die sino-tibetischen Ausgaben von einem Sho.

### 1836–1911

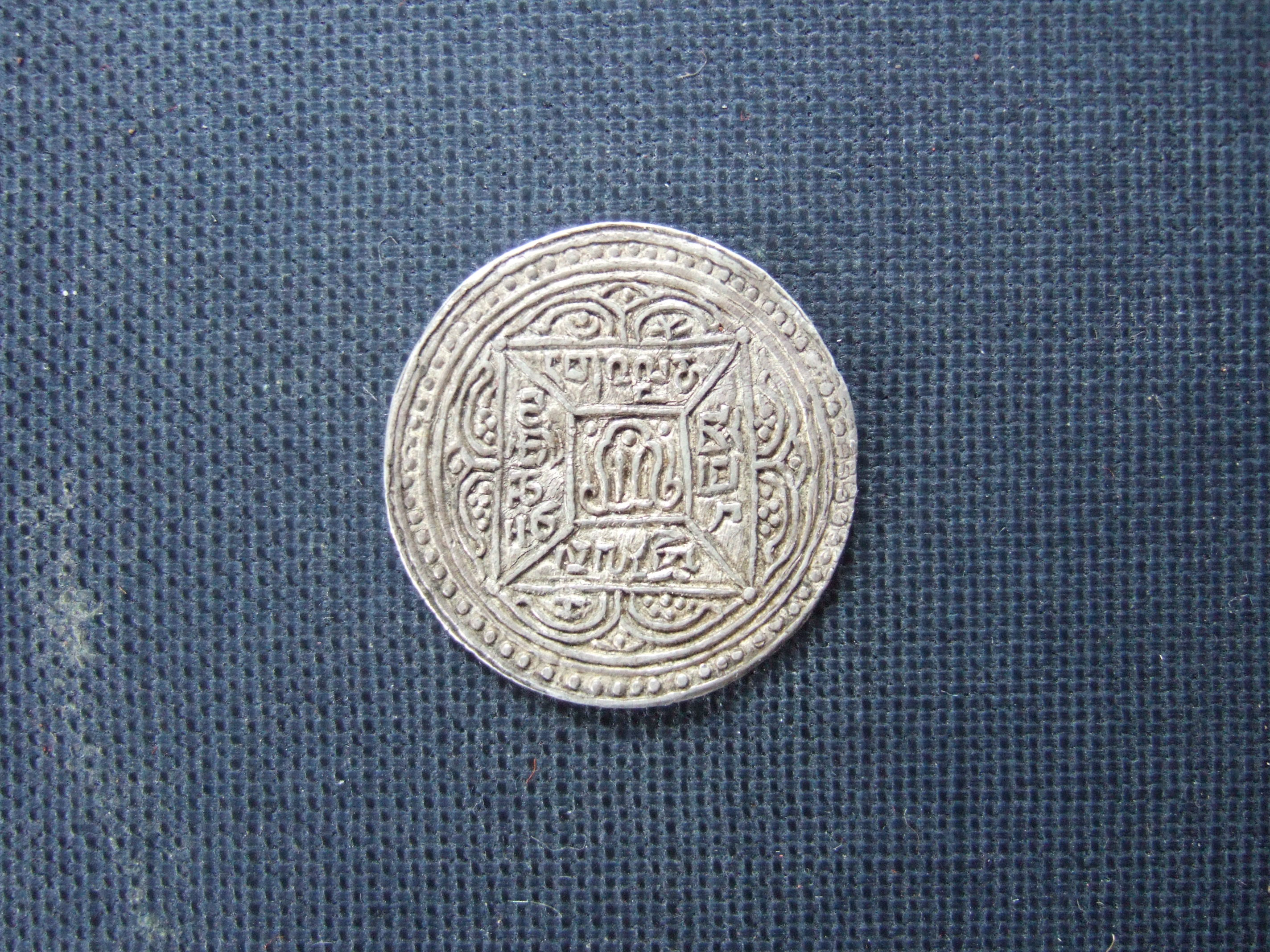
Undatierte Kelsang-Tangka, die 1910 an Mönche verteilt wurde, Avers

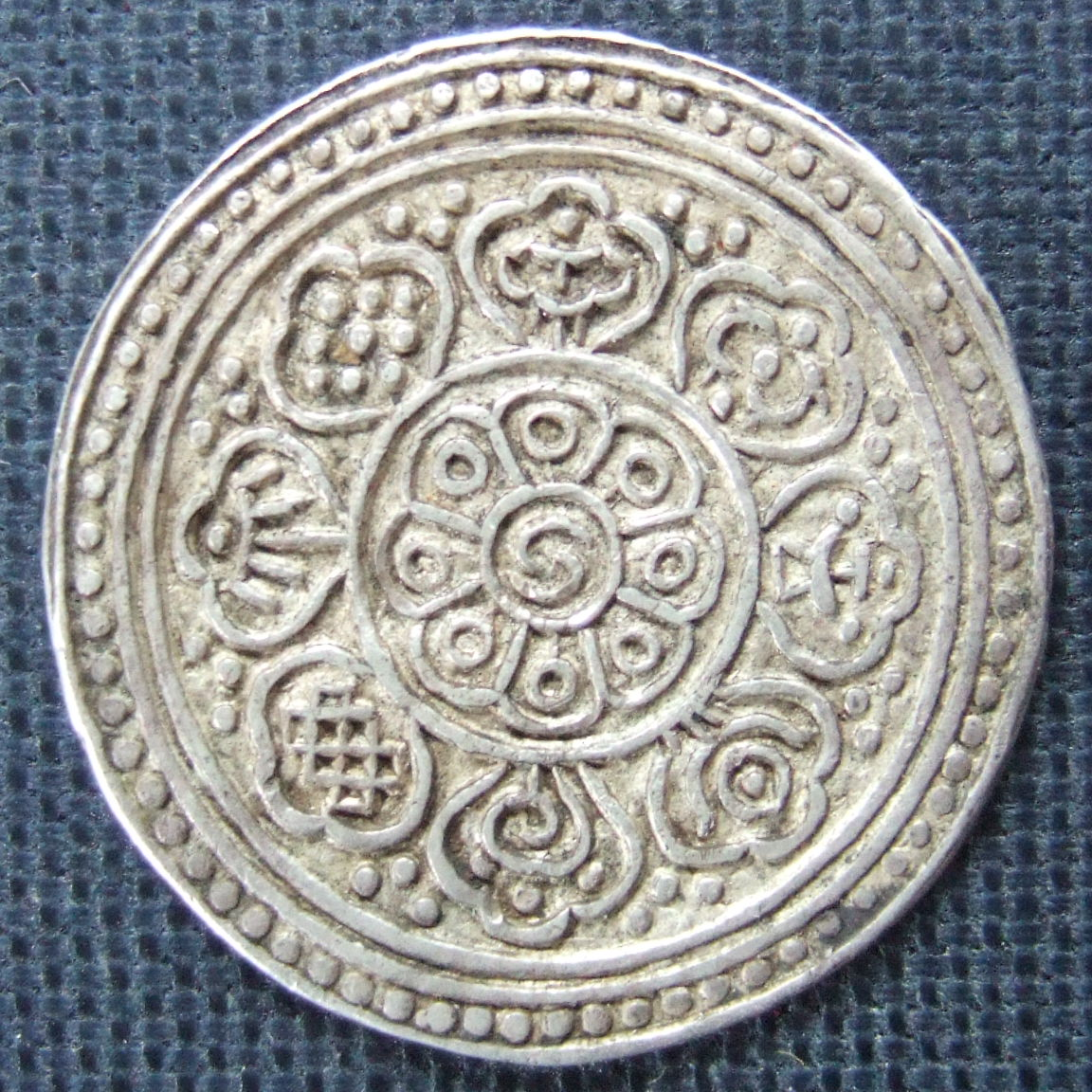
Undatierte Kelsang-Tangka, die 1910 an Mönche verteilt wurde, Revers

In dieser Periode nahm man eigene Prägungen wieder auf, die wiederum an die Newari-Vorbilder angelehnt waren. Vor 1909 wurden sämtliche Münzen handgeprägt, erst danach standen Maschinen zur Verfügung, die zunächst durch Wasserkraft, nach ca. 1925 elektrisch betrieben wurden. Die Standardmünze nach 1840 war der gaden tangka zu 5,18–5,32 g (ø 26–28 mm). Ab 1850 verdrängten, besonders in Osttibet, dann indische Rupien die lokalen Prägungen. Um den übermäßigen Zufluss britischer Münzen zu verringern, prägten die Chinesen 1903–11 die Sichuan-Rupie (11,3 g, ø 30,5 mm) in Chengdu, auch in Stücken zu ½ und ¼. Diese Prägungen wurden 1930–42 in Kangding wieder aufgenommen (siehe ausführlichere Darstellung weiter unten).
Eine Sondermünze (3,8 g, ø 25,8 mm), die die (kurzfristige) Rückkehr des Dalai Lama zwischen seinen Exilen 1909 und 1910 feierte, wurde anlässlich des Mönlam-Festes an Mönche verteilt.

### Unabhängigkeit

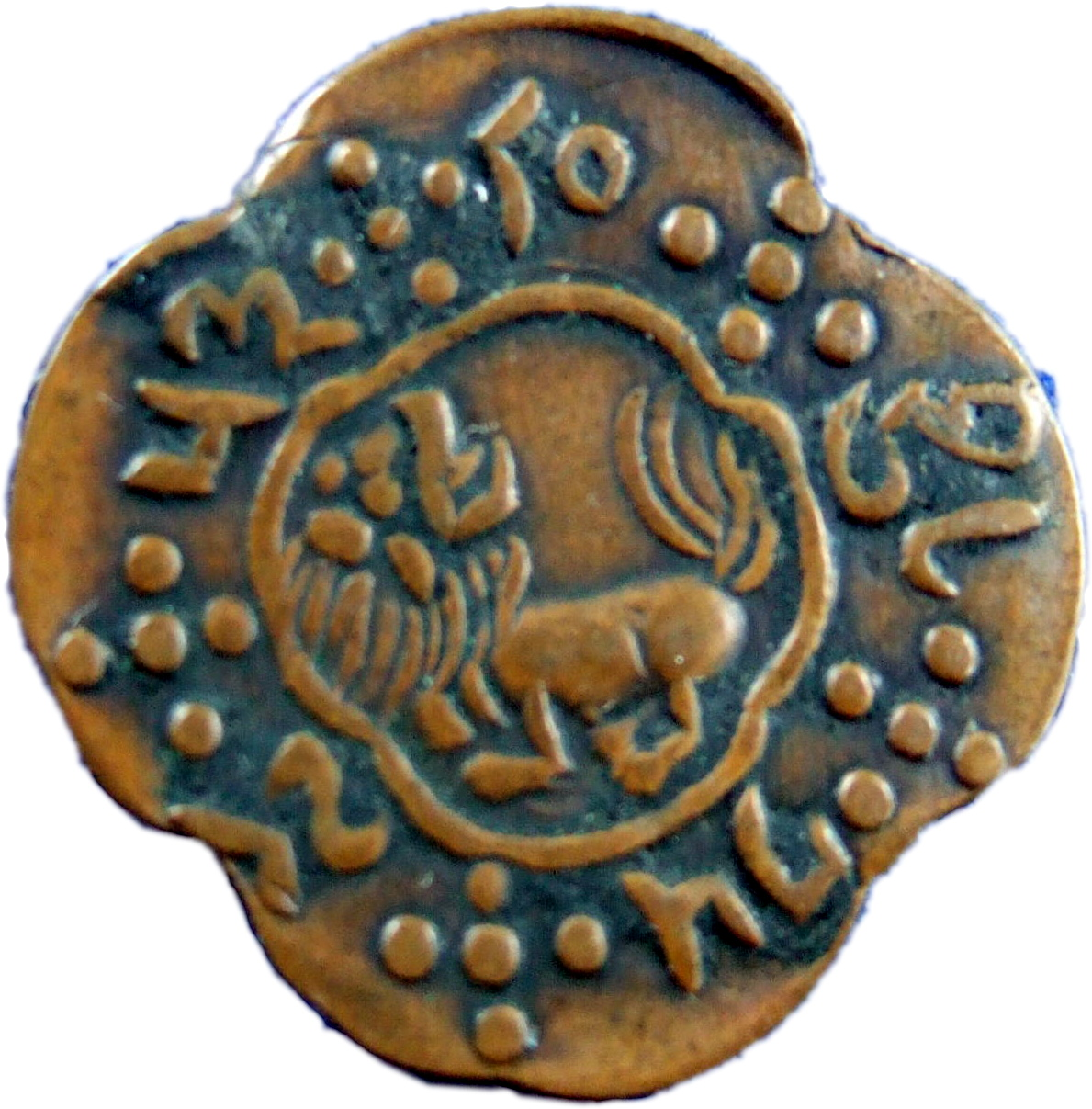
Tibetische 2-½-Skar-Kupfermünze mit dem Datum 15-53 (= AD 1919), Avers

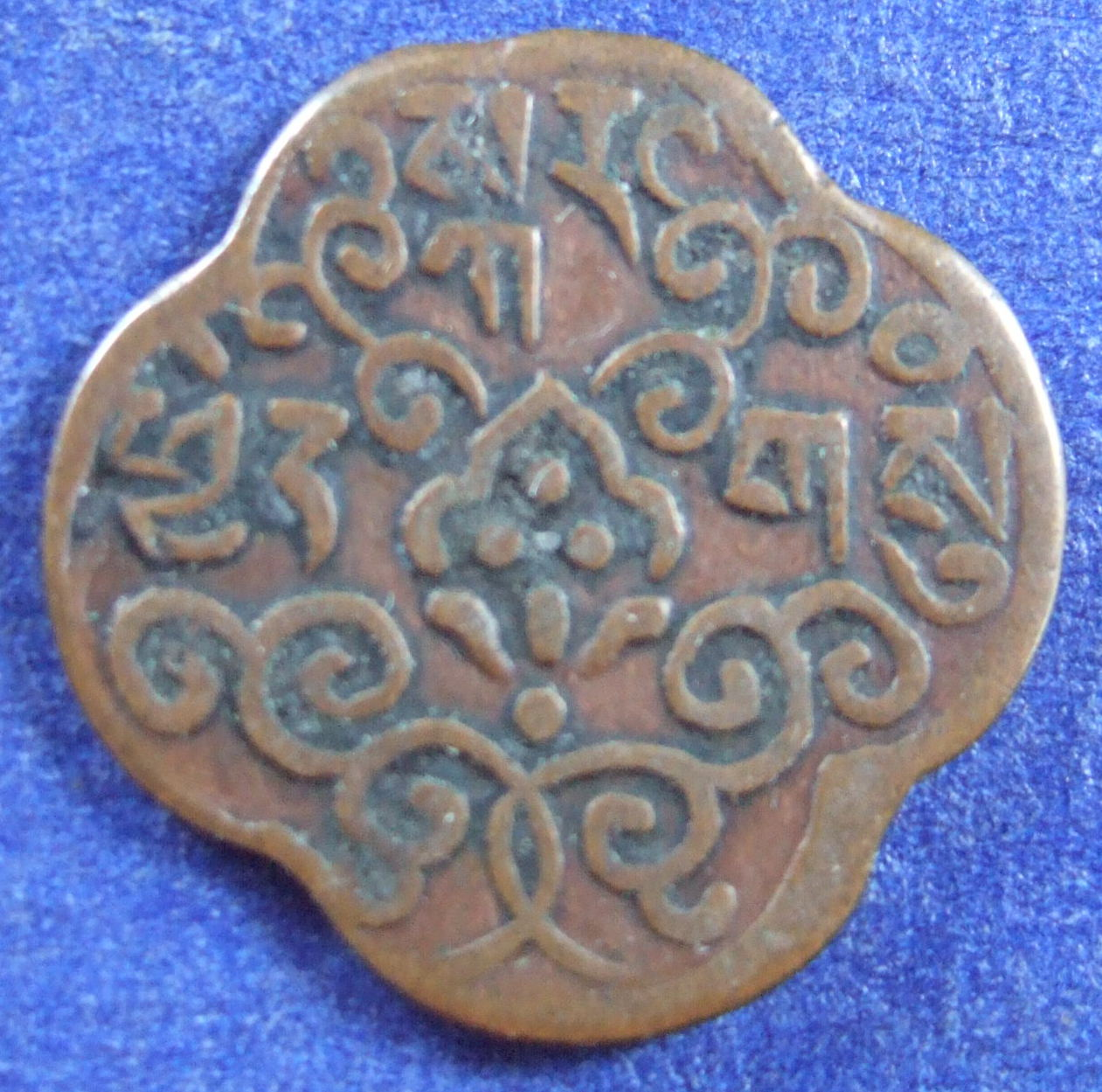
Tibetische 2-½-Skar-Kupfermünze mit dem Datum 15-53(= AD 1919), Revers

Nachdem 1910–11 der chinesische Einfluss nochmal dominant war, versuchte die nun „unabhängige“ tibetische Regierung, den Zufluss ausländischer Währung zu verringern. Man begann verstärkt mit der Ausgabe eigener Münzen und Banknoten mit buddhistischen Motiven. Ab 1912 ist der Schneelöwe als Hoheitszeichen anzutreffen. Die einzige tibetische Goldmünze wurde 1918–21 in einer eigenen Prägeanstalt, der gser khang westlich des Norbulingka geprägt. Sie wog 11,1 g und hatte einen Durchmesser von 26,5 mm. Ursprünglich entsprach ihr Wert 13 Silber-Srang. Inflation erhöhte dies bis 1921 auf 20 Srang. Kupfermünzen zu 1 Zho (4,2 g, ø 24 mm) wurden in großer Zahl geprägt. Aufgrund häufiger Fälschungen wurden 1932–38, auf den aus England importierten neuen elektrisch betriebenen Maschinen, 6 Millionen Münzen (5,6 g) eines neuen Typs geschlagen. Im Silbergehalt verminderte 3 Srang-Münzen, etwa der indischen Rupie entsprechend, wurden 1933–34 geprägt. Nach dem Tod des 13. Dalai Lama wurde ihr Design (11 g, ø 31 mm) geändert. Ebenso geprägt wurden halbe Stücke.
Die 10-Srang-Münzen, die 1948–51 in verschiedenen Varianten geprägt wurden, enthielten nur noch 14 % Silber, bei einem Gewicht von 16,7 g (ø 32,5 mm).

## Die letzte in Tibet geprägte Münze

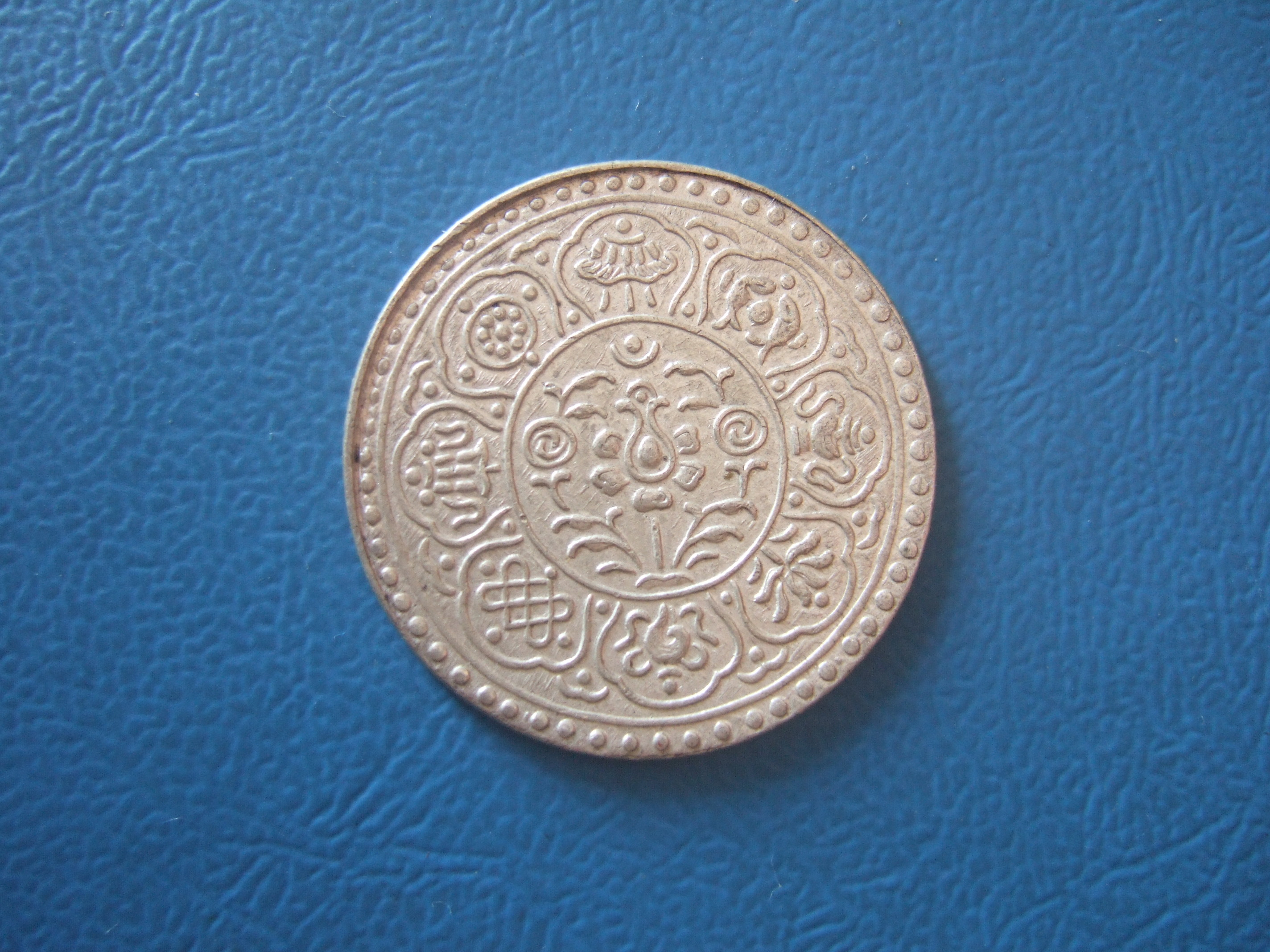
Tibetische Sonderprägung von 1953/54, Avers

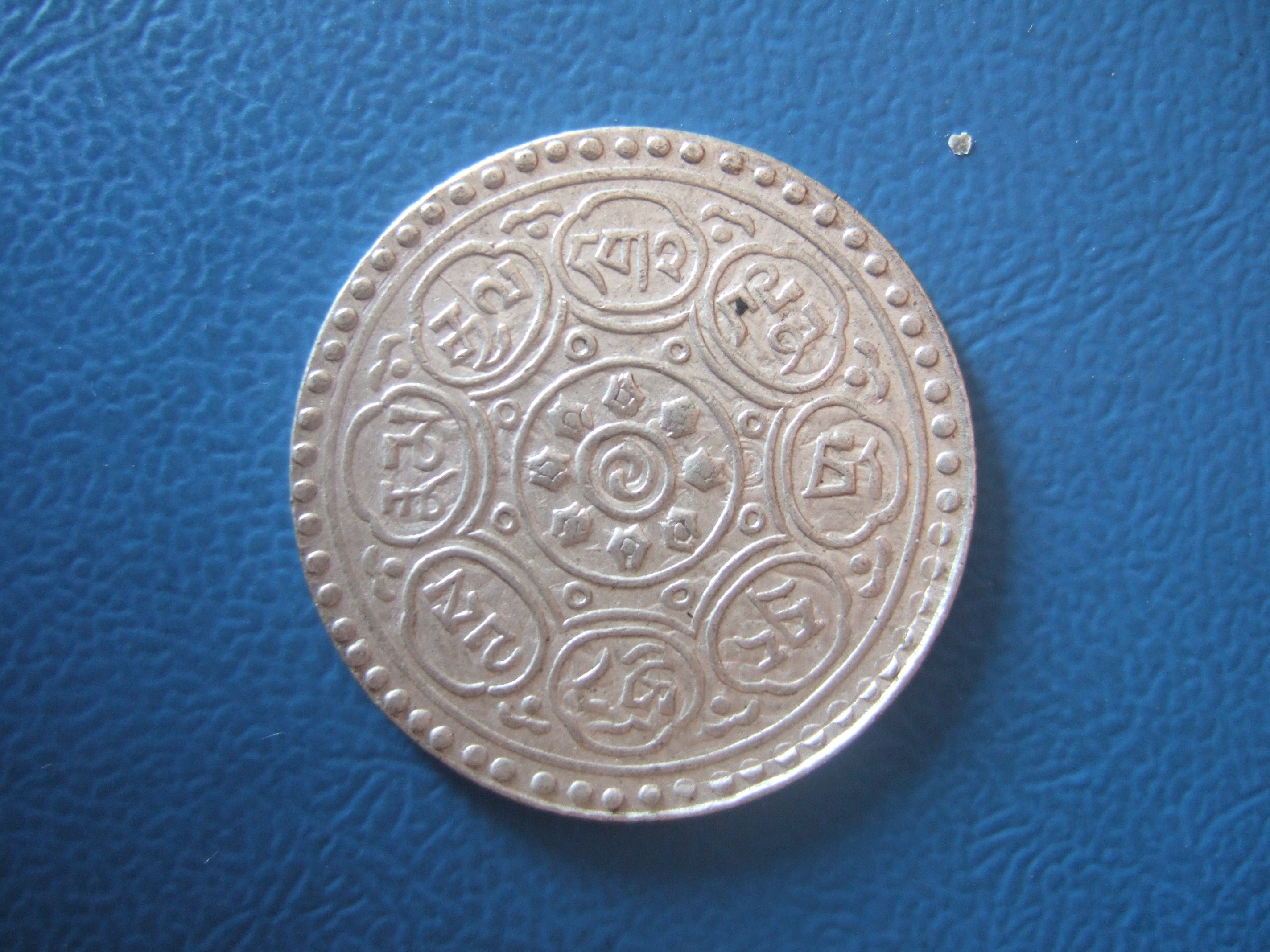
Tibetische Sonderprägung von 1953/54, Revers

Die letzte originär tibetische Silbermünze ist eine 1953/4 geprägte 5-Srang-Münze, die in einer Auflage von 331.292 Stück hergestellt wurde. Das Muster auf dem Avers zeigt die acht buddhistischen Glücksymbole. Im Zentrum des Revers ist ein Rad mit acht Speichen dargestellt. Hiermit ist das Rad der (buddhistischen) Lehre oder „das Rad des Gesetzes“ (Tibetisch chos ´khor; Sanskrit dharma cakra) gemeint, welches durch Buddha in Bewegung gesetzt wurde. Im Zentrum seiner Achse sind zwei kommaähnliche Ornamente, die man als nor bu dga´ khyil („sich drehender Freudenjuwel“) bezeichnet. Diese Münze aus gutem Silber nannten die Tibeter tangka dkar po gsar pa („neuer weißer Tangka“).

### Der Umlauf von indischen und chinesischen Rupien in Tibet

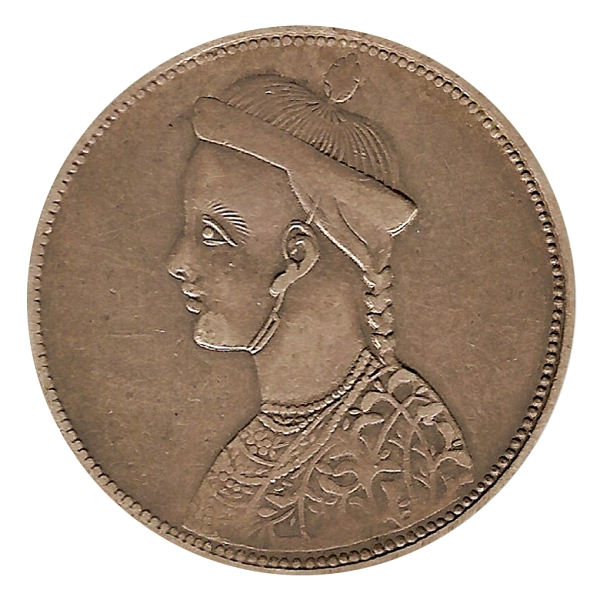
Sichuan-Rupie. Frühe Ausgabe aus gutem Silber, geprägt in Chengdu 1902 oder kurz danach, Avers

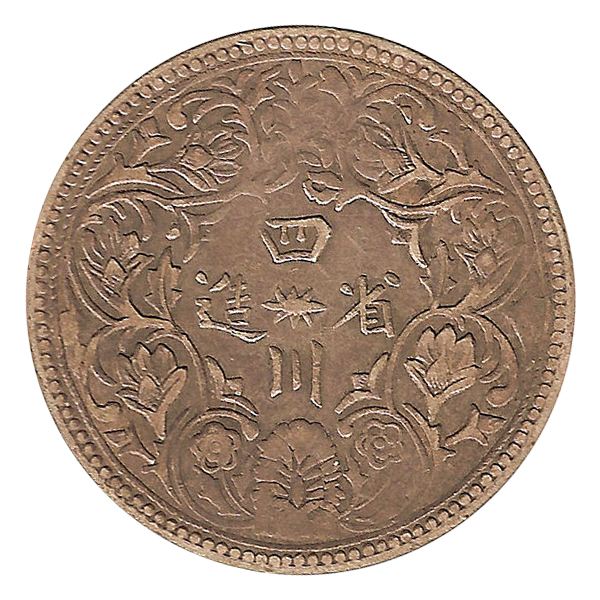
Sichuan-Rupie. Frühe Ausgabe aus gutem Silber, geprägt 1902 oder kurz danach, Revers. Die chinesische Inschrift lautet (von oben nach unten sowie von rechts nach links zu lesen): si chuan sheng zao („in der Provinz Sichuan hergestellt“). Weder ein Datum noch ein Nennwert wird auf der Münze angegeben.

Während des 19. Jahrhunderts und im ersten Drittel des 20. Jahrhunderts liefen in Tibet zahlreiche ausländische Silbermünzen um. Darunter waren mexikanische und spanisch-amerikanische 8-Reales-Münzen sowie russische Rubel und deutsche Mark, die normalerweise entsprechend ihrem Gewicht in Zahlung genommen wurden. Die einzigen ausländischen Münzen, die einen festen Umtauschkurs hatten, waren die indischen Rupien mit dem Porträt von Königin Viktoria, welche in ganz Tibet umliefen und wegen ihres konstant hohen Silbergehaltes meist begieriger als tibetische Münzen akzeptiert wurden. Weniger populär waren indische Rupien mit den Porträts der Nachfolger von Königin Viktoria. Um 1900 konnte man Viktoria-Rupien gegen drei tibetische Tangkas tauschen, im weiteren Verlauf des 20. Jahrhunderts nahm ihr Wert in tibetischen Tangkas gerechnet beträchtlich zu.
Die chinesischen Behörden beobachteten den Erfolg der britisch-indischen Rupie in Tibet mit Argwohn und beschlossen, eine Gegenmaßnahme zu ergreifen. Man begann 1902 in Chengdu mit dem Prägen von Silberrupien, die sich in Aussehen, Gewicht und Silbergehalt eng an die indischen Rupien mit dem Porträt von Königin Viktoria anlehnten. Auf der Vorderseite ersetzte man das Porträt der britischen Monarchin mit dem des jungen chinesischen Kaisers Guang Xu. Ab den 1930er Jahren wurden ähnliche Rupien auch in Kangding, der ehemaligen tibetisch-chinesischen Grenzstadt in West-Sichuan, geprägt. Waren die ersten chinesischen Prägungen noch aus fast ebenso gutem Silber geprägt wie die indischen Vorbilder, so änderte sich dies bald: Der Silbergehalt wurde im Laufe der langen Prägezeit, die sich von 1902 bis 1942 erstreckte, immer geringer, bis er bei den meisten in Kangding geprägten Rupien nur noch ca. ein Drittel betrug. Die frühen Prägungen wurden von den meisten tibetischen Händlern gerne akzeptiert, während die späteren Prägungen verständlicherweise auf Ablehnung stießen. Um Kleingeld zu erhalten, war es üblich, die Rupien mithilfe eines Schwertes und eines Hammers in zwei oder vier Teile zu schneiden. Während der ersten Prägephase wurden jedoch auch Scheidemünzen im Wert einer halben Rupie und einer Viertelrupie geprägt. Diese wurden aber meist als Silberknöpfe oder als Schmuckelemente benutzt, weshalb man diese Prägungen schon bald einstellte. Nur 130.000 halbe und 120.000 Viertelrupien wurden in Chengdu geprägt. Dagegen war die Prägezahl der ganzen Rupien mit geschätzten 25.500.000 bis 27.500.000, die von 1902 bis 1942 in Umlauf gebracht wurden, sehr hoch.

## Der Yuan-Shikai-Dollar
In der Zeit unmittelbar nach 1950 wurde der in Chengdu für Tibet nachgeprägte Yuan-Shikai-Dollar populär. Diese Münze wurde von den chinesischen Besatzern u. a. eingesetzt, um tibetische Straßenarbeiter zu bezahlen und um sich das Wohlwollen einflussreicher Tibeter zu erkaufen.

## Banknoten
Moderne Banknoten, die in ihrem Design sicher zu den ungewöhnlichsten, aber auch ansprechendsten gehören, wurden ab 1912 im xylographischen Verfahren gedruckt und ab 1913 in Tam-Nominalen ausgegeben, jedoch hat sich für diese Nominale die Bezeichnung „Tangka“ eingebürgert. Die Noten wurden in Lhasa gedruckt, eine Seriennummer und Siegel (meist zwei, ein rotes des Dalai Lama und ein schwarzes der Finanzverwaltung) dann von Hand oder maschinell eingefügt. In Silber umgerechnet war der (theoretische) Wert der Noten:
- 5 tam = ¾ srang (Xylographien gültig bis 1936)
- 10 tam = 1½ srang
- 15 tam = 2¼ srang
- 25 tam = 3¾ srang
- 50 tam = 7½ srang blau (1912/13-1926)
- 50 tam = 7½ srang neue Serie, mehrfarbig (maschinengedruckt) 1926–41

Die 50-Tam-Noten von 1913 wurden häufig zum Schaden der Regierung gefälscht. Seit etwa 1932 wurde das Banknotenpapier in Kyemdong (Bezirk Dhagpo) hergestellt. Als Sicherheitsmerkmal wurde das Papier aus zwei verschiedenen Lagen, die aus unterschiedlichen Sträuchern, nämlich Daphne papyracea und D. bholua, gewonnen wurden, hergestellt. Einzelne Klöster gaben Banknoten aus, die zum Kauf qualitativ hochwertiger Teeziegel verwendet werden sollten.
Chinesische Banken verausgabten in den 1930ern ihre Noten mit tibetischem Überdruck für die ehemalige Provinz Xikang, welche Teile von Osttibet und West-Sichuan umfasste.
Die ab 1939 in Lhasa ausgegebenen Banknoten trugen die Nominale „Srang“.
- 5 srang: 1942–5
- 25 srang: 1950–55
- 100 srang: 1939–49 und 1951–59

Die Banknotenausgabe endete 1959 mit dem Druck der letzten 100-Srang-Noten, seitdem ist der Renminbi alleiniges Zahlungsmittel. Während der Kulturrevolution dienten Bezugsscheine in gewisser Weise als Geldscheinsubstitut.

## Daten auf Münzen und Banknoten

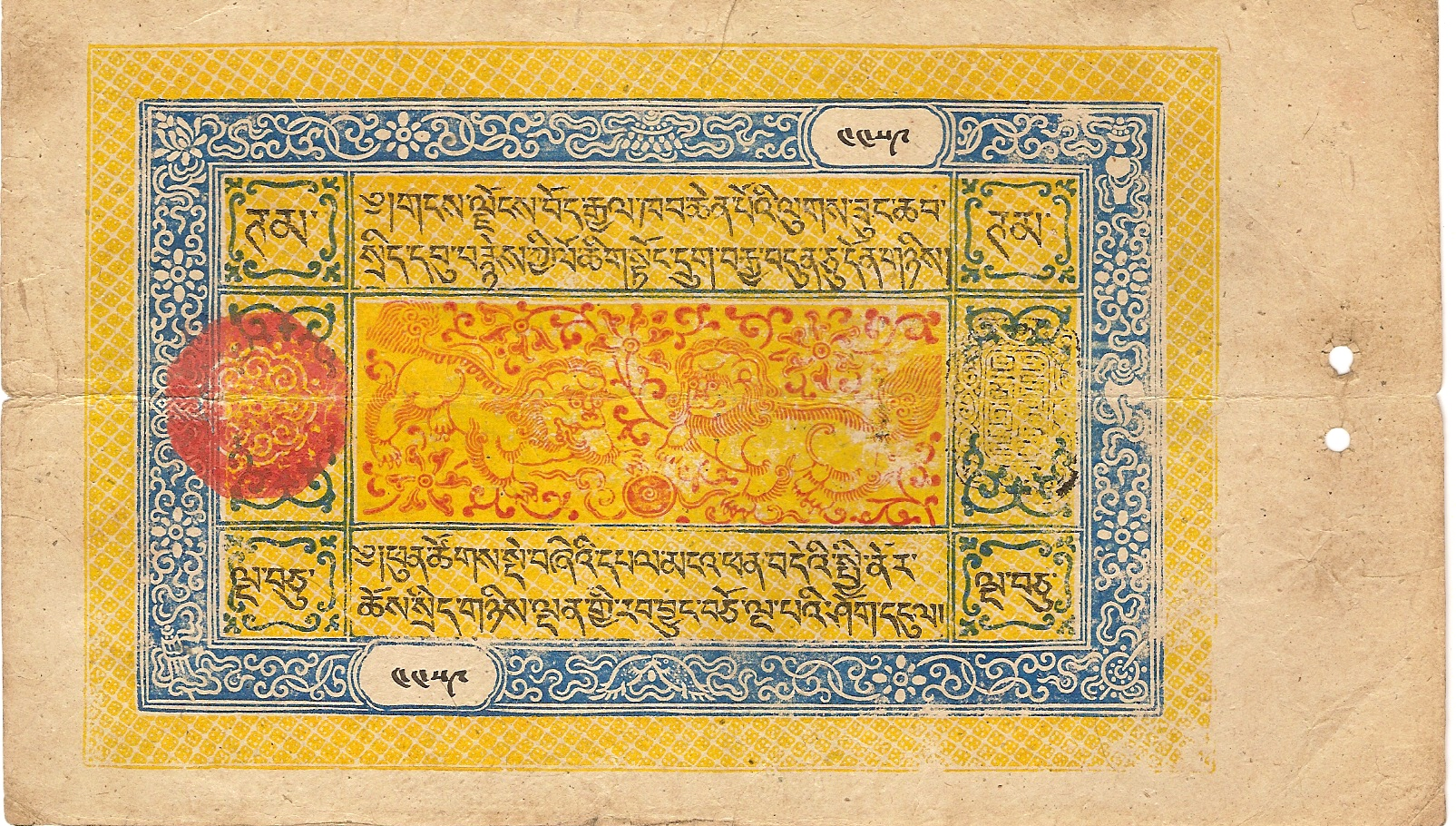
Mehrfarbige 50-Tam-Banknote mit dem Datum 1672 der Tibetischen Ära (bod rgyal lo) (= AD 1926). In der letzten Zeile Erwähnung des 15. Zyklus (rab byung bco lnga)

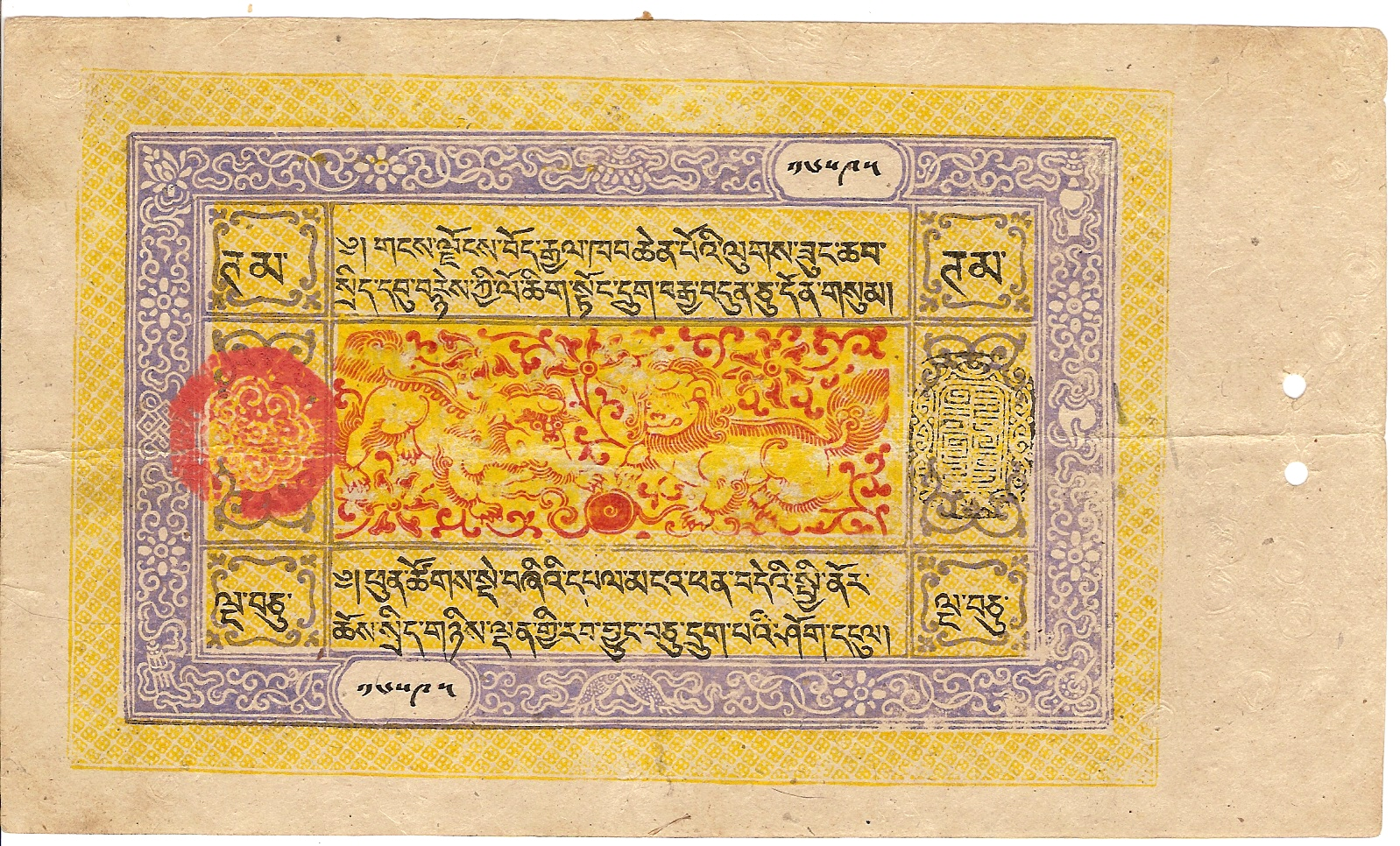
Mehrfarbige 50-Tam-Banknote mit dem Datum 1673 der Tibetischen Ära (bod rgyal lo) (= AD 1927). In der letzten Zeile Erwähnung des 16. Zyklus (rab byung bcu drug)

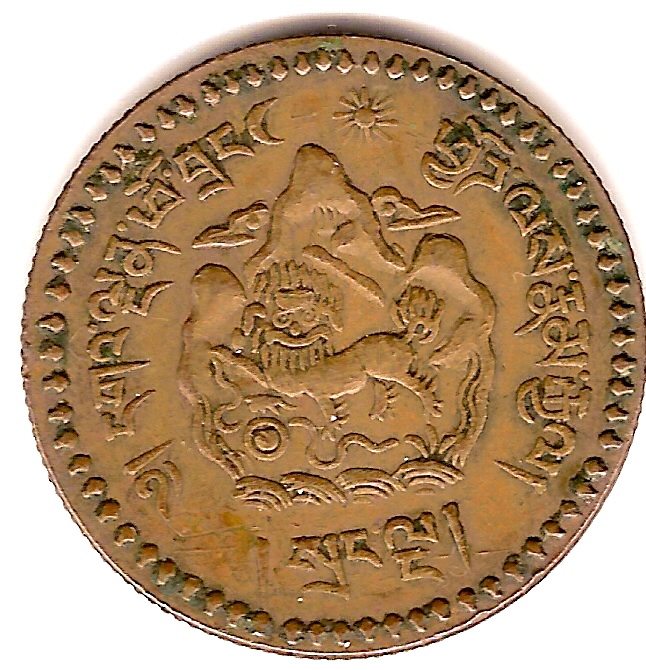
5-Srang-Kupfermünze mit dem Datum rab lo 927 (= AD 1953), Avers

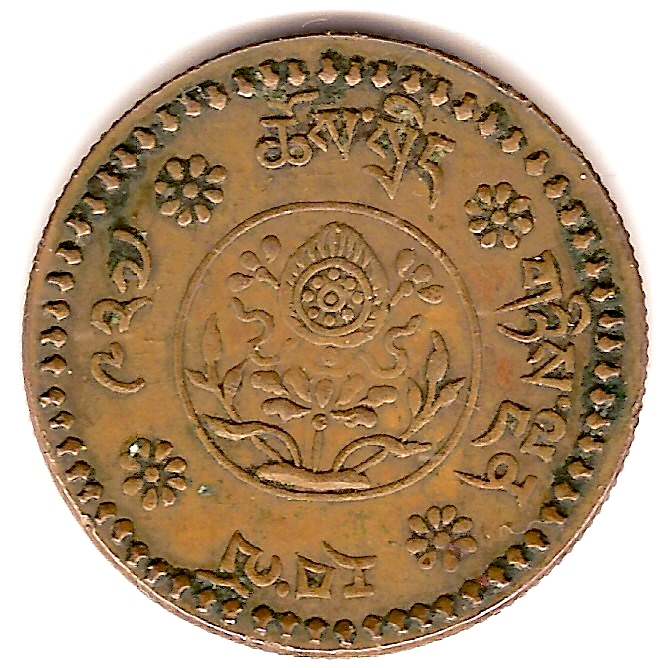
5-Srang-Kupfermünze mit dem Datum rab lo 927 (= AD 1953), Revers. Die vollständige Inschrift lautet: chos srid gnyis ldan rab lo 927 (frei übersetzt: „927. Jahr [im Land, in welchem] sowohl Religion als auch Politik [herrschen]“).

Die frühesten in Tibet geprägten Münzen sind undatiert. Die sino-tibetischen Münzen (1792 bis 1836) sind nach dem Regierungsjahr des jeweiligen chinesischen Kaisers datiert. Z. B. entspricht das 58. Jahr der Ära Qian Long dem westlichen Jahr 1793. Die Münzen des 20. Jahrhunderts sowie die im 18. und 19. Jahrhundert geprägten Kong Par Tangkas sind nach dem tibetischen 60 Jahre umfassenden Rab-byung-Zyklus datiert, dessen erstes Jahr dem westlichen Jahr 1027 entspricht. Die erste Ziffer gibt den Zyklus (tibetisch rab byung) an, in dem die Münze geprägt wurde, die zweite Ziffer das Jahr (tibetisch lo). Beispiele: Die frühesten Kong-Par-Tangkas tragen die Jahresangabe 13-45. Dies bedeutet, dass die Münze im 45. Jahr des 13. Zyklus geprägt wurde. Mithin sind ausgehend vom ersten Jahr des ersten 60-Jahres-Zyklus, d. i. das Jahr 1027, zwölf 60-Jahreszyklen plus 45 Jahre des 13. Zyklus zu zählen. Damit ergibt sich das westliche Jahr wie folgt: 1027 + (12 × 60) + 45 - 1 = AD 1791.
Eine Variante der Zählung nach dem 60-Jahres-Zyklus ist die Jahreszählung rab-lo, die als Epoche, also als Anfangsjahr, das erste Jahr des ersten Rab-byung-Zyklus verwendet. Dies entspricht dem Jahr 1027. Diese Art der Datierung befindet sich auf Probemünzen mit dem Nennwert 25 Srang und 50 Srang, welche die Inschrift rab-lo 925 und spyi lo 1951 („auswärtiges Jahr“ = westliches Jahr) tragen. Eine weitere Probemünze zu 5 Srang trägt das Datum rab-lo 927, jedoch nicht die entsprechende westliche Jahresangabe (siehe Abbildung).
Auf den meisten Banknoten ist der 60-Jahres-Zyklus angegeben, in dem sie verausgabt wurden (das ist der 15. oder 16. Zyklus), jedoch nicht das genaue Jahr innerhalb des Zyklus. Die frühen Banknoten in Tam sowie die 10-Srang-Banknoten tragen außerdem eine genaue Datierung in einer Ära, deren erstes Jahr dem westlichen Jahr 255 entspricht. Dies ist das hier angenommene Jahr der Gründung der tibetischen Monarchie. Zum Beispiel tragen die 5-Tam-Noten das Jahr 1658. Addiert man hierzu 255 und zieht 1 ab, da das erste Jahr mitgezählt wird, so kommt man auf das westliche Jahr 1912. Außer den Banknoten sind bisher keine Dokumente Tibets bekannt geworden, die nach dieser Ära datiert sind.
In englischsprachiger Fachliteratur über Tibet findet sich bisweilen die Behauptung, dass die ersten tibetischen Banknoten schon zu Ende des 19. Jahrhunderts und nicht erst 1912/13 ausgegeben wurden. Dies ist darauf zurückführen, dass die Autoren statt 254 ein früheres Jahr als Ausgangspunkt des bod rgyal lo annehmen. Aus den Inschriften auf zwei mehrfarbigen 50-Tam-Noten lässt sich jedoch zweifelsfrei ableiten, dass die tibetische Regierung beim Datieren der Banknoten das Jahr 255 als erstes Jahr dieser Ära zugrunde legte. Es handelt sich um eine 50-Tam-Note, die das Jahr 1672 und gleichzeitig den 15. Zyklus erwähnt. Die im darauf folgenden Jahr ausgegebene 50-Tam-Note trägt das Jahr 1673 und erwähnt gleichzeitig den 16. Zyklus. Hieraus kann man ableiten, dass die erste Note im 60. und letztem Jahr des 15. Zyklus (entspricht AD 1926) ausgeben wurde, während die zweite Note im ersten Jahr des 16. Zyklus (entspricht AD 1927) erschien. Zieht man von 1926 die Jahreszahl 1672 ab und zählt 1 hinzu, ergibt sich das Jahr 255, was dem von der tibetischen Regierung zur Datierung von Banknoten nach bod rgyal lo festgelegtem Ausgangsjahr (Epoche einer Chronologie) entspricht.